# 劳雷尼奥
劳雷尼奥（義大利語：Lauregno），是意大利波尔扎诺自治省的一个市镇。总面积14平方公里，人口359人，人口密度25.6人/平方公里（2009年）。ISTAT代码为021043。